# Rosara Joseph
Rosara Joseph (nascida em 21 de fevereiro de 1982) é uma ciclista neozelandesa, especializada em ciclismo de montanha.
Competiu nos Jogos da Commonwealth de 2006 em Melbourne, conquistando a medalha de prata. Joseph terminou em nono lugar nos Jogos Olímpicos de Verão de 2008 em Pequim.